# Strumento finanziario
Per strumento finanziario, in economia, si intende un sottoinsieme dei prodotti finanziari e sono considerati mezzi di investimento di natura finanziaria.

## In Italia
Il Testo unico della Finanza (TUF), all'art. 1 comma 2, fornisce un elenco dettagliato degli strumenti finanziari (sottoinsieme dei prodotti finanziari), che tuttavia possiamo suddividere in due grandi gruppi:
- titoli di massa (azioni e obbligazioni);
- contratti derivati.

I titoli di massa si chiamano così perché rivolti un'adozione da parte di un grande pubblico. Non sono strumenti finanziari (ma comunque prodotti finanziari) i mezzi di pagamento: i conti correnti, gli assegni bancari, i contanti e le carte di credito. Titoli di massa e strumenti derivati sono ritenuti valori mobiliari.

### Titoli di massa
I titoli di massa sono:
- azioni e, in genere, i titoli rappresentativi di capitale di rischio (come i certificati rappresentativi del rapporto di associazione in partecipazione);
- titoli di Stato, obbligazioni e gli altri titoli di debito (come la cambiale finanziaria, obbligazioni di enti locali e il certificato di investimento), se negoziabili sul mercato dei capitali;
- titoli normalmente negoziati nel mercato monetario (titoli a breve scadenza);
- quote dei fondi comune di investimento;
- fondi scambiati in borsa (ETF) che consentono di acquisire i titoli precedentemente elencati e i relativi indici.

### Contratti derivati
I contratti derivati sono:
- contratti futures su strumenti finanziari, tassi di interesse, valute, merci e relativi indici;
- contratti di scambio a pronti e a termine su tassi di interesse, valute, merci e indici azionari (contratti swap);
- contratti a termine collegati a strumenti finanziari, tassi di interesse, valute, merci e relativi indici anche quando l’esecuzione avvenga mediante pagamento di differenziali in contanti;
- contratti di opzione di acquisto o vendita che abbiano a oggetto strumenti finanziari, valute, tassi di interesse, merci e relativi indici;

combinazioni dei contratti o dei titoli in precedenza menzionati.